# Ањолка Пјервша
Ањолка Пјервша (пољ. Aniołka Pierwsza) је село у Пољској које се налази у војводству Великопољском у повјату Кепињском у општини Тшћињица.
Од 1975. до 1998. године ово насеље се налазило у Калиском војводству.